# Sitio de Almería (1309)
El sitio de Almería fue un intento fallido de la Corona de Aragón de capturar la ciudad de Almería del Emirato de Granada en 1309. Almería, un puerto mediterráneo en el sureste del emirato, fue el objetivo inicial aragonés en una campaña conjunta aragonesa-castellana destinada a conquistar Granada. Las tropas aragonesas dirigidas por su rey Jaime II llegaron el 11 de agosto, bloqueando la ciudad y empleando máquinas de asedio. La ciudad, dirigida por el gobernador Abu Maydan Shuayb y el comandante naval Abu al-Hasan al-Randahi, se preparó para el asedio reforzando sus defensas y almacenando alimentos. A lo largo del asedio, ambos bandos intercambiaron disparos desde las máquinas de asedio y se enzarzaron en batallas campales y escaramuzas con resultados diversos. Jaime ordenó múltiples asaltos infructuosos. Una columna de socorro granadina al mando de Uthman ibn Abi al-Ula llegó a las cercanías en septiembre y hostigó a los sitiadores.
La llegada del invierno y la escasez de suministros en el campamento de los sitiadores llevaron a Jaime II a acordar una tregua a finales de diciembre. El asedio se levantó y los aragoneses comenzaron a retirarse de los territorios granadinos. Como Jaime II no tenía suficientes barcos para transportar sus tropas de una vez, algunos hombres se quedaron atrás. Algunos de ellos saquearon los territorios granadinos y otros fueron emboscados mientras intentaban volver a casa sin autorización, lo que provocó su captura temporal. El asedio se consideró una victoria decisiva para Granada y puso fin a la participación militar aragonesa en el emirato durante el resto del reinado de Jaime II. El sultán Nasr de Granada hizo la paz con Aragón y Castilla en 1310.

## Antecedentes

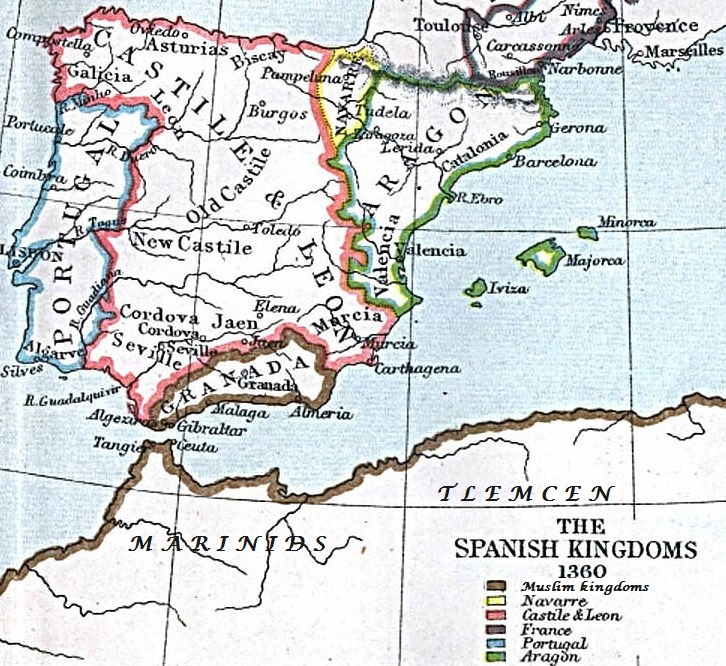
Mapa de la Península Ibérica y Norte de África en 1360

Desde mediados del siglo XIII, el Emirato de Granada era el último estado musulmán que quedaba en la península ibérica. Mediante una combinación de maniobras diplomáticas y militares, consiguió mantener su independencia a pesar de estar rodeada por dos vecinos mayores, la Corona de Castilla al norte y el Sultanato benimerín musulmán con sede en Marruecos. Desde su fundación en la década de 1230, Granada se alió o entró en guerra de forma intermitente con cualquiera de estas potencias, o las animó a luchar entre sí para evitar ser dominada por alguna de ellas. A la muerte de Muhammad II ((r. 1273–1302)) y la ascensión de Muhammad III (r. 1302–1309), Granada estaba aliada con un reino cristiano cercano, la Aragón, y en guerra con Castilla. Muhammad III acabó haciendo la paz con Castilla en el tratado de Córdoba de 1303 y se convirtió en un vasallo de Fernando IV de Castilla ((r. 1295–1312)). Aragón hizo la paz con Castilla en el Tratado de Torrellas de 1304, que también incluía la paz con Granada como vasallo de Castilla. Una vez asegurada la paz con las dos mayores potencias de la península ibérica, el Emirato de Granada dirigió su atención al norte de África. Aprovechando la guerra entre los meriníes y el reino ziyánida de Tremecén, Muhammad III instigó una rebelión en Ceuta -una ciudad portuaria justo al otro lado del Estrecho de Gibraltar- contra los meriníes en 1304, y en 1306 envió una flota para capturar la ciudad de los rebeldes.
Con Ceuta en su poder, Granada controlaba ambos lados del estrecho: tenía los puertos de Gibraltar y Algeciras en el lado europeo del estrecho, así como Málaga y Almería más al este. Este hecho alejó a Aragón, a Castilla y a los meriníes, que comenzaron a hacer planes contra Granada. Castilla y Aragón firmaron el Tratado de Alcalá de Henares el 19 de diciembre de 1308, comprometiéndose a ayudarse mutuamente para lograr la conquista total de Granada y repartirse sus territorios. A Aragón se le prometió una sexta parte de los territorios granadinos, incluida la ciudad portuaria de Almería, y el resto pasaría a Castilla. Además, ambas potencias cristianas también se aliaron con Abu al-Rabi Sulayman, que se convirtió en sultán de los meriníes en julio de 1308 y quería recuperar Ceuta. El resultado final fue una alianza tripartita de Castilla, Aragón y los meriníes contra Granada, que ahora estaba aislada y rodeada por tres enemigos mayores. Mientras se preparaba la guerra, el pueblo y los notables de Granada, enfadados por el aislamiento diplomático, asaltaron los palacios de Muhammad III y su visir Ibn al-Hakim al-Rundi, y destronaron al sultán en favor de su hermanastro menor Nasr el 14 de marzo de 1309.

## Preparación

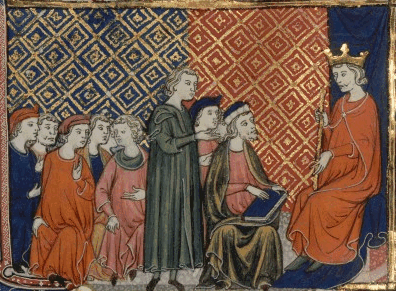
Jaime II de Aragón (derecha) en una miniatura de principios del.

La preparación naval de Aragón fue advertida por Granada y a finales de febrero de 1309, y Muhammad III consultó a Jaime II de Aragón ((r. 1291–1327)) sobre el objetivo de la operación. Jaime II respondió el 17 de marzo, asegurando a Granada que era para su conquista de Cerdeña. Mientras las tensiones aumentaban y los vasallos de Castilla comenzaban a atacar las fronteras de Granada, el gobernador de Almería, Abu Maydan Shuayb, arrestaba a los comerciantes catalanes asentados en su ciudad y confiscaba sus bienes, mientras la flota granadina se preparaba para la guerra. Jaime II y su aliado Fernando IV pidieron al Papa Clemente V-sin mencionar su colaboración con los meriníes- que les concediera una bula de cruzada y apoyo financiero de la iglesia. El Papa concedió a Jaime II dos tercios de la décima -una décima parte de las rentas eclesiásticas, que puede cobrar el monarca si lo autoriza el Papa- para la próxima cruzada contra Granada, y declaró indulgencia para los que participaran en la guerra.
Para hacer la guerra contra Granada, Jaime II levantó un ejército con el total previsto de 12 000, incluyendo 1000 caballeros y 2000 arqueros. También recaudó fondos y reforzó las defensas del Reino de Valencia, su reino más cercano a Granada. Su objetivo era Almería, en la costa sureste del Emirato de Granada y a unos 90 millas (144,8 km) de la capital. Jaime trajo consigo una reliquia de Indaletius, un santo de la antigua Urci sobre cuyas ruinas se creía que estaba Almería. Aragón no tenía una frontera inmediata con el Emirato, por lo que una parte de la fuerza fue transportada por mar y otros tuvieron que marchar por tierra a través de territorios castellanos y luego desde las fronteras de Castilla-Granada hasta Almería a través de territorios hostiles.
La ciudad de Almería se preparó contra un asedio almacenando alimentos, implementando un racionamiento y reforzando las defensas de la ciudad. Un relato musulmán destacó la importancia de los suministros de alimentos, diciendo que "uno de los signos de la protección de Alá a los habitantes de la ciudad fue que al principio del asedio había grandes cantidades de cebada en los almacenes". El gobernador de la ciudad, Abu Maydan Shuayb y el comandante naval Abu al-Hasan al-Randahi organizaron la mejora de la defensa de la ciudad. Reforzaron las murallas, cerraron varias brechas y demolieron los edificios exteriores que podrían ser utilizados por los atacantes.

## Sitio

Mapa del emirato de Granada en 1306

Jaime II y sus fuerzas zarparon de Valencia el 18 de julio de 1309 y desembarcaron en la costa de Almería el 11 de agosto. Un relato musulmán destacó la rica y colorida vestimenta de las fuerzas, y los instrumentos militares que tocaban sus músicos. Sus fuerzas incluían máquinas de asedio como manganas y fundíbulos. Tal despliegue desmoralizó en un principio a los defensores, pero con el paso del tiempo y los diversos incidentes, se volvieron más optimistas.
Los sitiadores desplegaron sus tropas para bloquear la ciudad por tierra y mar, y establecieron empalizadas y fosos. Los defensores dotaron a las murallas de arqueros e infantería, y atrincheraron todas las puertas con piedras, excepto algunas que debían usarse para las incursiones. La llegada tardía del verano fue una gran desventaja para los invasores. Significaba que quedaba poco tiempo antes de que el tiempo se enfriara, y si el asedio duraba hasta el invierno sería una ventaja para los defensores que no tenían que estar en el campo.
Aparte de Almería en el este, el emirato de Granada tuvo que defenderse desde múltiples frentes. En el norte de África, los meriníes atacaron Ceuta el 12 de mayo de 1308 y la tomaron el 21 de julio, mientras que en el flanco occidental de Granada, Castilla sitió Algeciras (31 de julio de 1309 - enero de 1310), así como Gibraltar (agosto - septiembre de 1309). No obstante, Nasr envió unas fuerzas de socorro a Almería, que fueron derrotadas por los aragoneses en una batalla abierta el 23 de agosto. Un relato cristiano mencionó que los musulmanes perdieron 6000 hombres, pero el historiador moderno Joseph F. O'Callaghan consideró que esta cifra era exagerada. Al conocer la noticia, el Papa Clemente V felicitó a Jaime por la victoria. Las fuerzas de socorro derrotadas permanecieron en las cercanías, y continuaron hostigando a los sitiadores.
A finales de agosto o principios de septiembre, los defensores de la ciudad repelieron un asalto de las fuerzas aragonesas.  Los atacantes utilizaron escaleras de mano y torres de asedio cargadas con tropas y movidas por ruedas. Los defensores resistieron vertiendo aceite hirviendo y otros productos inflamables sobre los asaltantes. Como resultado, una de las torres de asedio fue quemada y el asalto fue abortado. Durante la retirada, muchos asaltantes quedaron atrás y fueron capturados por los musulmanes. Tras este fracaso, los aragoneses continuaron lanzando piedras de hasta treinta libras de peso contra la ciudad. Los atacantes también emplearon zapadores para cavar túneles con el objetivo de excavar y volar los cimientos de las murallas, pero los defensores emplearon contra-zapadores que encontraron los túneles. Se produjo un combate subterráneo que acabó con la destrucción de los túneles de los atacantes.
A mediados o finales de septiembre, Granada hizo la paz con los meriníes, a cambio de entregar las ciudades occidentales de Algeciras (asediada por Castilla) y Ronda. Esto no sólo significaba que había un enemigo menos para Granada, sino que los meriníes también asumían la responsabilidad de defender Algeciras, liberando a Nasr para reforzar su flanco oriental. El 17 de septiembre, un contingente de Voluntarios de la Fe enviado desde Granada al mando de Uthman ibn Abi al-Ula llegó a Marchena, cerca de Almería, y derrotó a una pequeña fuerza aragonesa. Este contingente de socorro acampó en las cercanías y frustró continuamente a los sitiadores acosando a sus partidas de forrajeo. El 15 de octubre, los aragoneses informaron de una victoria contra un ejército musulmán de 60 000 personas, matando a 2000 y haciendo prisioneros a otros, cifras consideradas "seguramente [...] una exageración" por O'Callaghan. Jaime envió avisos de contraataques musulmanes a sus ciudades de Murcia y Lorca.
Mientras el asedio continuaba, los invasores intentaron utilizar una estratagema para engañar a los defensores. Un grupo de soldados cristianos se escabulló en la oscuridad y luego se acercó a la ciudad vestidos con albornoces para hacer creer a los defensores que eran musulmanes. Otro grupo de caballeros cristianos fingió entonces darles caza y dejar sus tiendas sin vigilancia. Las tiendas se hicieron parecer como un objetivo tentador para el saqueo, mientras que en realidad estaban preparadas para una emboscada. Un grupo de jinetes salió entonces de la ciudad para saquear las tiendas, pero los cristianos salieron de sus posiciones ocultas demasiado pronto, permitiendo a los jinetes escapar. La mayoría de ellos consiguieron volver a entrar en la ciudad por la entrada lateral que casualmente estaba preparada para abrirse el día anterior, pero algunos se quedaron atrás. Entonces tuvieron que permanecer al pie de las murallas, protegidos por el fuego de cobertura de la ciudad. Cuando la lucha se calmó, volvieron a entrar en la ciudad.
El avance del asedio estuvo dominado por el intercambio de disparos de las máquinas de asedio. Según Ibn Al-Qadi se lanzaron 22 000 piedras a lo largo del asedio. Los atacantes disponían de once catapultas u otros motores similares. Los musulmanes tenían inicialmente sólo una, pero cuando ésta fue destruida por el fuego enemigo construyeron tres más. A finales de diciembre, se abrió una brecha en una sección de las murallas y los cristianos se apresuraron a atacarla, pero una fuerza musulmana defendió la sección y les impidió entrar en la ciudad.Harvey, 1992, p. 176 fechó esta brecha en el 22 de Rajab 709 H, aproximadamente el 26 de diciembre, mientras que O'Callaghan, 2011, p. 132 dice el 5 de enero, lo cual es confuso porque ambas fuentes dicen que se había acordado una tregua a finales de diciembre.

## Tregua y retirada aragonesa
A finales de año, las perspectivas de una victoria aragonesa se desvanecían. El invierno se acercaba y pondría en peligro sus fuerzas en el campo. El concurrente asedio de Algeciras por parte de Castilla se estaba debilitando, lo que permitió a Granada desplegar más fuerzas contra Aragón. Además, los vientos soplaban del oeste e impedían a los sitiadores recibir los suministros que llegaban por mar desde Aragón. El comandante granadino, Uthman ibn Abi al-Ula no sólo hostigó con éxito a los atacantes, sino que sirvió de diplomático en las negociaciones con Jaime II. A finales de diciembre, se celebró un parlamento en el campamento aragonés y ambas partes acordaron una tregua. Según los términos de la tregua, los aragoneses debían levantar el asedio y retirarse de los territorios granadinos. Debido a las dificultades logísticas, como la falta de barcos para llevar a las tropas a casa, la evacuación se produjo gradualmente y algunos hombres se quedaron atrás bajo la protección musulmana. Algunos de los desmoralizados aragoneses intentaron volver a casa sin autorización y sufrieron emboscadas y ataques por el camino, siendo muchos capturados por los musulmanes. En un momento de la evacuación, Nasr escribió a Jaime que los defensores de la ciudad tuvieron que detener a las tropas aragonesas restantes porque estaban saqueando los territorios granadinos. Nasr señaló además que los musulmanes les dieron alojamiento y comida a sus expensas "porque algunos de ellos se estaban muriendo de hambre" mientras esperaban que los barcos aragoneses los recogieran. El rumor de un nuevo ataque de Jaime II circuló por la ciudad, pero nunca se materializó. Los almerienses retiraron los restos de las obras de asedio fuera de las murallas de la ciudad como medida de precaución. Los prisioneros aragoneses fueron liberados posteriormente en el acuerdo de paz.

## Consecuencias
La derrota de los aragoneses en Almería, así como la defensa simultánea de Algeciras frente a Castilla, fueron éxitos importantes para Granada. Tanto Castilla como Aragón hicieron la paz con Granada a principios de 1310. Según el historiador L. P. Harvey, la particularmente humillante derrota y evacuación de los aragoneses "dio una lección [a los aragoneses]" y retrasó el progreso de la reconquista durante décadas. José Ramón Hinojosa Montalvo escribió que el fracaso material y moral de la empresa granadina hizo que Jaime II reorientara posteriormente su atención hacia el Mediterráneo central, lejos de Granada. Para Granada, los éxitos en Almería y Algeciras se vieron atenuados por la pérdida de Gibraltar a manos de Castilla, así como la cesión de Algeciras y Ronda a los meriníes. El propio Nasr se hizo impopular y se enfrentó a la rebelión de su cuñado Abu Sa'id Faray y de su sobrino Ismail en 1311, lo que provocó su destronamiento y el acceso de Ismail en 1314.
La ciudad de Almería permanecería en poder nazarí hasta el 26 de diciembre de 1489.